# Ocell de tempesta de Matsudaria
L'ocell de tempesta de Matsudaria (Oceanodroma matsudairae) és un ocell marí de la família dels hidrobàtids (Hydrobatidae), d'hàbits pelàgics, que forma colònies de cria, en caus a les illes Volcano, al sud del Japó. Després es dispersa cap al sud, per l'oceà Índic, des de les Seychelles fins Nova Guinea.